# Lily Aldrin
Pour les articles homonymes, voir Aldrin.
Lily Aldrin est un des cinq personnages principaux du feuilleton How I Met Your Mother, interprété par Alyson Hannigan.

## Biographie fictive

### Famille, jeunesse et études
Lily Aldrin est née en mars 1978. Sa mère était féministe, son père Mickey est inventeur de jeu de société; ils sont divorcés. Son copain du lycée est Scooter, avec qui elle rompt à un bal de promo en 1996. Elle fait la connaissance de Ted et Marshall à son entrée à la Wesleyan University. Marshall et Lily sortent ensemble à partir de février 1997. C’est avec lui qu'elle perd sa virginité à 18 ans, Ted étant à ce moment-là sur le lit superposé au leur. Elle fait un séjour à Paris durant ses études.
Elle est institutrice de maternelle, travail qui lui permet de se reposer pendant que ses élèves font la sieste. Elle a cependant une réelle vocation pour ce travail et refuse d’en changer pour gagner davantage d’argent. Dans ses loisirs, Lily, qui n’a toujours pas totalement renoncé à son rêve de devenir artiste, peint des tableaux. Lily aime bien interférer dans la vie de ses amis, elle est notamment responsable de sept ruptures de Ted : Robin (en les confrontant à leur différence de points de vue ) ; Karen (en glissant une boucle d’oreille de Robin dans le lit de Ted)… Elle a également tenté de faire rompre Barney et Robin.

### Mariage avec Marshall
En 2005 son appartement à New York est racheté par un restaurant chinois et Lily s’installe chez Ted et Marshall. Alors qu’elle était fiancée à Marshall, elle se met à douter, car elle n’a pas réalisé ses rêves d’adolescentes (voyager, avoir une expérience lesbienne…). Elle s’inscrit à un cours d’été de peinture en Californie, ce qui entraîne une dispute avec Marshall, puis leur rupture. Durant la période où elle vit à San Francisco, Barney vient la voir et lui explique que Marshall est malheureux sans elle, et qu’ils sont faits l’un pour l’autre. À son retour à New York, elle va voir Robin et lui explique que son stage et son séjour à San Francisco se sont mal passés. Puis Lily retourne voir Marshall, lui demande s’ils peuvent être ensemble à nouveau mais il ne le souhaite pas. Elle s’installe alors dans un appartement délabré (elle a vécu chez Barney deux semaines, mais celui-ci l’a renvoyée car elle transformait son appartement de célibataire en « appartement de couple »). Elle est serveuse quelque temps au Big Wave Luau puis assistante au bureau de Ted avant de retourner travailler avec les enfants. Plus tard lorsque Marshall rencontre Chloé, Lily s’interpose entre eux. À la suite de cet incident ils reprennent leur relation et souhaitent à nouveau se marier. Barney paye Lily 10 000 $ pour un tableau de lui le représentant nu, ce qui doit permettre de payer sa lune de miel. Marshall et Lily se marient au printemps de l’année 2007 et partent en voyage de noces en Écosse afin de trouver le monstre du Loch Ness.
Lily dépense beaucoup d’argent pour s’habiller, ainsi lorsque Marshall est embauché à Nicholson, Hewitt, & West., elle est rassurée car cela va lui permettre de payer ses crédits. Marshall décide que le couple marié ne peut plus vivre avec Ted et recherche un appartement. Ils achètent leur logement de rêve malgré les dettes contractées par Lily. Ils découvrent plus tard que ce logement est penché et situé à proximité d'une station d'épuration. Le problème se pose alors de financer les travaux pour remettre le plancher droit, Lily découvre alors que ses peintures ont le pouvoir de calmer les chiens et les vend à des vétérinaires (par contre les oiseaux se suicident en les voyant). En octobre 2008, Marshall et Lily partent de chez Ted et s’installent dans leur appartement. Elle est la seule à qui Barney vient confier ses sentiments sur Robin. Durant l’été 2009 Barney et Robin ont une relation purement sexuelle, avant que Lily les oblige à discuter et à définir leur relation. Bien qu’étant réticents à l’engagement, ils finissent par devenir un couple. Lily est alors contente d’avoir trouvé un autre couple avec qui passer du temps. 

### Naissance de Marvin
En septembre 2010, Lily et Marshall décident d’avoir un enfant. Ils essayent en vain de concevoir pendant plusieurs mois. Dans le doute, ils consultent un médecin qui après examen leur assurent qu’ils peuvent procréer. Ils apprennent le même jour la mort du père de Marshall. Le 26 août 2011, à cause de l’ouragan Irene, le groupe se retrouve coincé chez Barney. Marshall et Lily vont alors prendre un bain, c’est à ce moment que leur enfant est conçu. Plus tard, les grands-parents de Lily lui donnent leur maison à Long Island (à 46 minutes de New York). Lily et Marshall hésitent un temps puis décident de s’y installer. Le père de Lily est venu s’installer chez eux quelque temps quand il a appris la grossesse de Lily. Lorsque Robin part de l’appartement de Ted, elle s’installe un temps avec eux, mais trouve la vie de banlieue vraiment trop ennuyeuse. De son côté, Ted réalise qu’il ne veut plus vivre dans son appartement, et Lily et Marshall s’y installent à nouveau, laissant leur maison ; ils reprennent l’ancienne chambre de Ted tandis que celle de Robin (et auparavant Marshall) est pour leur enfant. Durant les derniers jours de grossesse, Marshall est trop stressé et Lily demande à Barney de partir un weekend avec lui à Atlantic City, mais c’est à ce moment-là que Lily est sur le point d’accoucher ; Marshall et Barney arrivent à temps pour la naissance. Le fils de Lily et Marshall se nomme Marvin en l’honneur du père de Marshall (son nom complet est Marvin Wait for It Eriksen).
Lily et Marshall cherchent une nourrice pour garder Marvin, et décident de le faire garder par Mickey, le père de Lily . Plus tard, Marshall fait gagner un procès pour une cause environnementale, et décide de devenir juge. Judy, (la mère de Marshall), veuve, souhaite rencontrer à nouveau des hommes et couche avec Mickey, ce qui dégoûte un peu le couple. 

### Séjour d'un an en Italie et naissance de deux autres enfants
En 2013, « le capitaine » (l’ex-mari de Zoey) engage Lily pour le conseiller sur l’achat de tableaux. Il lui propose de partir une année à Rome avec lui. Elle refuse et perd son travail. Elle se rend compte ensuite que le cabinet de Marshall est en difficultés. Marshall la convainc de partir en Italie. Ils commencent à faire leurs cartons et alors qu’ils sont prêts à partir, Marshall apprend qu’il est nommé juge de New York et revient sur sa décision partir en Italie. Lily est la première du groupe à savoir que Ted projette de partir à Chicago. Ils se rendent ensemble au mariage de Barney et Robin puis, agacés par les manies de Ted, elle préfère prendre le train, et rencontre Tracy, la future femme de Ted. Elle s’imagine que Ted s’était arrangé pour qu’elle parte afin d’aller chercher le médaillon de Robin ; mais Ted offrira à Robin une photo de leur rencontre. Tard le vendredi, Marshall, qui est retardé au mariage, l’appelle pour la prévenir de sa nomination en tant que juge. Marshall la retrouve le lendemain et, tard dans la nuit, une dispute éclate afin de savoir s’ils vont partir en Italie ou si Marshall doit accepter le poste de juge. Marshall a la maladresse de rappeler à Lily qu’elle était partie à San Francisco il y a sept ans et demande à Lily si elle le considère comme un lot de consolation. Lily quitte l’hôtel. Elle va acheter un test de grossesse (elle avait eu des nausées les jours précédents) et se rend compte qu’elle est enceinte. Marshall cogite toute la nuit sur son erreur et Lily revient au petit matin, lui annonçant qu’il est plus logique que le couple reste à New York. Marshall comprend la situation quelques heures plus tard et il décide que le couple partira en Italie et qu’il renonce à sa nomination en tant que juge.
En 2014, Marshall et Lily vivent à Rome avec leurs deux enfants : Marvin et Daisy ainsi que Mickey et Judy. En 2016, ils sont de retour à New York, et sont parents une troisième fois. Ils quittent l’appartement lors de la fête d’Halloween. Ce soir-là, Robin explique à Lily qu’elle ne peut plus fréquenter un couple qui va avoir son troisième enfant, son ex-mari draguant des filles et le gars avec qui elle aurait sûrement dû finir avec la magnifique mère de son enfant. Marshall et Lily continuent de fréquenter Barney, Ted et Tracy, mais n’auront plus de nouvelles de Robin. 

## Autour du personnage
La grossesse de l'interprète Alyson Hannigan pendant la saison 4 n'ayant pas été intégrée dans l'histoire, Lily apparait souvent assise avec des vêtements amples, ou portant un objet dissimulant son ventre. On le voit cependant quand Lily bat le record du nombre de hot-dogs avalés en huit minutes. Pour justifier son départ durant quatre épisodes, les scénaristes ont créé une histoire de blague tellement choquante qu'elle a refusé de revoir Ted et Barney pendant un mois.
À noter que dans le même temps Cobie Smulders l'interprète de Robin Scherbatsky fut enceinte. Là encore cela se traduisit par les mêmes techniques de dissimulations à l'écran.
La voix française est interprétée par Virginie Ledieu.